# Флоријанополис
Флоријанополис (порт. Florianópolis, такође познат и као Флорипа) град је у Бразилу и главни град државе Санта Катарина. Већи дио града се налази на острву Санта Катарина, а један мали дио на континенталном дијелу државе и неколико малих острва. Према процјени из 2007. у граду је живјело 396.723 становника, док у широј градској области има око 850 хиљада становника. 

## Географија

### Клима
| Клима (Флоријанополис)     | Клима (Флоријанополис) | Клима (Флоријанополис) | Клима (Флоријанополис) | Клима (Флоријанополис) | Клима (Флоријанополис) | Клима (Флоријанополис) | Клима (Флоријанополис) | Клима (Флоријанополис) | Клима (Флоријанополис) | Клима (Флоријанополис) | Клима (Флоријанополис) | Клима (Флоријанополис) | Клима (Флоријанополис) |
| Показатељ \ Месец          | .Јан.                  | .Феб.                  | .Мар.                  | .Апр.                  | .Мај.                  | .Јун.                  | .Јул.                  | .Авг.                  | .Сеп.                  | .Окт.                  | .Нов.                  | .Дец.                  | .Год.                  |
| -------------------------- | ---------------------- | ---------------------- | ---------------------- | ---------------------- | ---------------------- | ---------------------- | ---------------------- | ---------------------- | ---------------------- | ---------------------- | ---------------------- | ---------------------- | ---------------------- |
| Средњи максимум, °C (°F)   | 28,0 (82,4)            | 28,4 (83,1)            | 27,5 (81,5)            | 25,4 (77,7)            | 23,0 (73,4)            | 20,9 (69,6)            | 20,4 (68,7)            | 20,7 (69,3)            | 21,2 (70,2)            | 22,9 (73,2)            | 24,8 (76,6)            | 26,6 (79,9)            | 24,1 (75,4)            |
| Просек, °C (°F)            | 24,3 (75,7)            | 24,7 (76,5)            | 23,7 (74,7)            | 21,4 (70,5)            | 18,5 (65,3)            | 16,7 (62,1)            | 16,3 (61,3)            | 16,9 (62,4)            | 17,5 (63,5)            | 19,6 (67,3)            | 21,5 (70,7)            | 22,5 (72,5)            | 20,3 (68,5)            |
| Средњи минимум, °C (°F)    | 21,4 (70,5)            | 21,8 (71,2)            | 20,7 (69,3)            | 18,3 (64,9)            | 15,6 (60,1)            | 13,4 (56,1)            | 13,3 (55,9)            | 14,0 (57,2)            | 15,1 (59,2)            | 16,9 (62,4)            | 18,6 (65,5)            | 20,3 (68,5)            | 17,4 (63,3)            |
| Количина падавина, mm (in) | 176,2 (69,37)          | 197,7 (77,83)          | 186,3 (73,35)          | 96,6 (38,03)           | 76,9 (30,28)           | 75,2 (29,61)           | 94,6 (37,24)           | 92,5 (36,42)           | 126,8 (49,92)          | 126,0 (49,61)          | 129,1 (50,83)          | 146,2 (57,56)          | 1.544,2 (607,95)       |
| [ тражи се извор ]         |                        |                        |                        |                        |                        |                        |                        |                        |                        |                        |                        |                        |                        |

## Историја
Насеље на овом месту су основали Португалци 1714. из стратешких разлога. Овде је између 1747. и 1756. стигло 6000 досељеника са Азора и Мадеире, касније су дошли Италијани и Немци, док се данас овде досељавају људи из унутрашњости Бразила. Флоријанополис је добио име по маршалу Флоријану Пејшоту, другом председнику Бразилске Републике (1891—1894). До 1894. град се звао »Носа сењора до дестеро« .

## Становништво
Према процјени из 2007. у граду је живјело 396.723 становника.
| 1991.   | 2000.   |
| ------- | ------- |
| 255,390 | 342,315 |

## Привреда
Привреда Флоријанополиса се заснива на туризму и услугама. Због важности туризма град нема тешке индустрије, док има очувана стара здања, народне традиције и природу. Ту је и Федерални универзитет Санта Катарине. 
У Флоријанополису влада влажна суптропска клима. Град има 42 плаже које су познате по јахању на таласима. У самом Флоријанополису се налази Међународни аеродром Херцилио Лус (FLN). 

## Партнерски градови
- Роанок